# Centrale idroelettrica di Santa Caterina
La centrale idroelettrica di Santa Caterina è situata in Piemonte, nel comune di Saluzzo in provincia di Cuneo.

## Caratteristiche
La centrale è equipaggiata con un gruppo a turbina Francis ad asse orizzontale.